# 5e régiment de chasseurs d'Afrique
Le 5e régiment de chasseurs d'Afrique (ou 5e RCA) est un régiment de cavalerie de l'armée française créé en Algérie en 1887.

## Création et différentes dénominations
- 1er octobre 1887 : création du 5e régiment de chasseurs d'Afrique
- 1963 : dissolution du régiment

## Chefs de corps
- 1887 : colonel de Girardin
- 1889 : colonel de Butler
- 1891 : colonel Kirgener de Planta[1]
- 1893 : colonel de Pommayrac
- 1898 : lieutenant-colonel Mussard
- 1900 : lieutenant-colonel Conneau
- 1903 : lieutenant-colonel de Contades-Gizeux
- 1906 : colonel Chevillotte
- 1911 : colonel Riffault
- 1912-1916 : lieutenant-Colonel Clouzet
  - 1er demi-régiment (1er et 2e escadrons) en France
  - 2e demi-régiment (3e et 4e escadrons) en Orient : colonel Thierry d'Argenlieu
- 1917 : lieutenant-colonel Chalanqui-Beuret
- 1920 : colonel Dupertuis
- 1921 : colonel Jouin
- 1923-1926 : colonel de Bonnefoy
- 1943 : colonel Kientz
- 1943 : colonel Desazars de Montgailhard (Mort pour la France - 1944)
- 1944 : colonel Grout de Beaufort
- 1945 : colonel de Bardies-Montfa
- 1954 : Lieutenant Colonel Ribes
- 1958 : colonel Menière de Schacken (Mort pour la France le 14 novembre 1959)
- 1959 : colonel Jullien
- 1963 : dissous

## Historique des garnisons, campagnes et batailles

### 1887 à 1914
Le 5e régiment de chasseurs d'Afrique est créé le 1er octobre 1887 (loi du 25 juillet 1887 et décret du 6 août 1887) à Alger avec les :
- 3e, 4e et 5e escadrons du 2e régiment de hussards

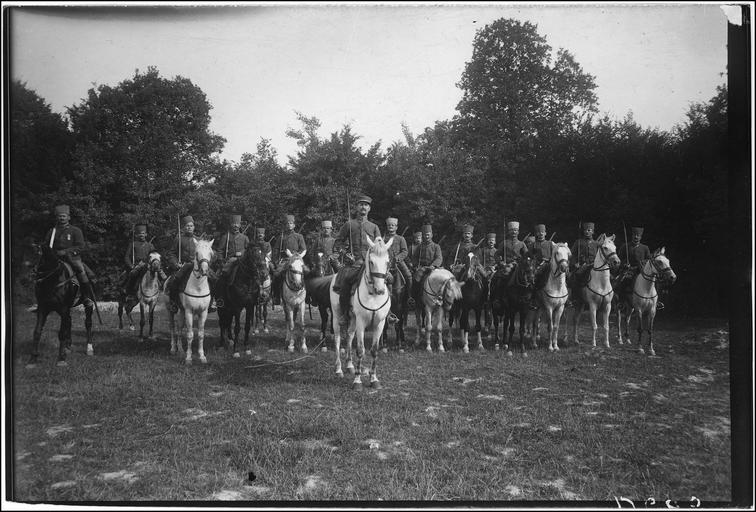
Chasseurs du 5e RCA rattachés au d'armée, à La Neuville-au-Pont le 20 juillet 1915.

- 6e escadron du 1er régiment de chasseurs d'Afrique
- 6e escadron du 3e régiment de chasseurs d'Afrique

En 1895-1896, un détachement participe à l'expédition de Madagascar.
En 1900-1901, un détachement participe à la campagne de Chine.
De 1908 à 1912, il est engagé dans la campagne du Maroc. 

### Première Guerre mondiale

#### Affectations
- En 1914, le 5e RCA appartient à la 1re brigade de cavalerie d'Afrique

### Entre-deux-guerres
- En 1921, au Levant, le 5e RCA appartient à la 1re brigade de cavalerie

### Seconde Guerre mondiale

#### 1940
- En 1940 (Armée d'Armistice), le 5e RCA appartient à la 1re brigade de cavalerie de Médéa (Alger - Maison-Carrée)

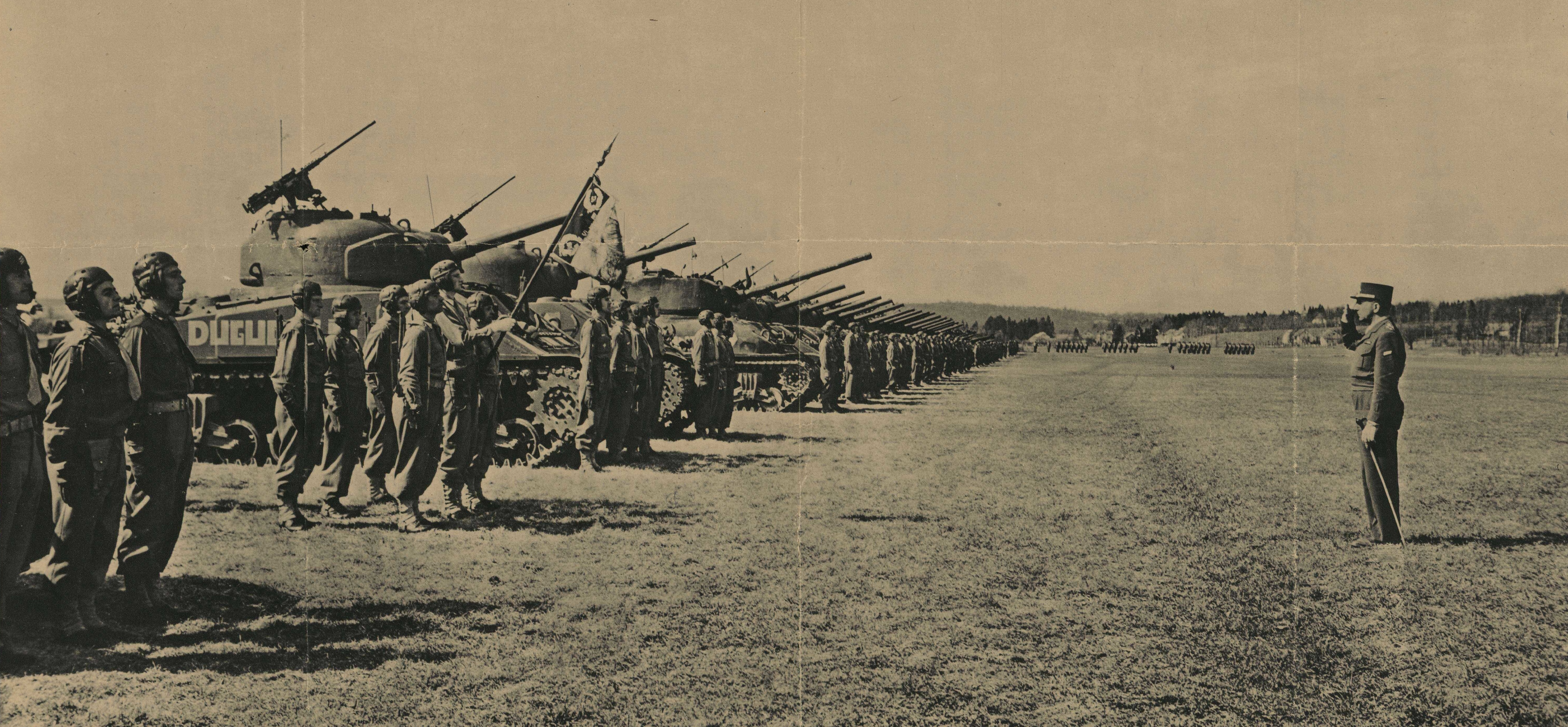
Le général de Lattre salue le drapeau du 5e RCA au camp du Valdahon le 13 novembre 1944. Le porte-drapeau est le lieutenant Bernard Destremau.

#### 1944
- En 1944, le 5e RCA appartient à la 1re DB

### De 1945 à nos jours
Les traditions du régiment, dissous en 1963, furent gardées par le 5e régiment de chasseurs à cheval jusqu'en 1994, date de sa propre dissolution.
- « Les chasseurs d'Afrique sont restés dignes de leurs glorieuses traditions.» Citation, 1908.
- « Charge et sabre avec la fougue des cavaliers de l’Épopée.» Général Mazillier, 1918.
- « Magnifique régiment qui dans la nouvelle campagne de France a confirmé et grandi les traditions et les gloires de la cavalerie.» Général de Gaulle, 1945.

## Traditions

### Devise
La devise du 5e régiment de chasseurs d'Afrique est « Savoir - Vouloir »

### Insigne
L'insigne du 5e régiment de chasseurs d'Afrique porte en son centre le lion des armoiries du marquis de Chamborant, en souvenir des escadrons qui ont permis sa formation et du colonel Desazars de Mongailhard, colonel du 2e régiment de hussards (1942), passé en AFN lors de l'occupation de la Zone Libre, qui prit le commandement du 5e régiment de chasseurs d'Afrique.

### Étendard
Il porte, cousues en lettres d'or dans ses plis, les inscriptions suivantes, :
- Maroc 1908
- La Marne 1914
- Levant 1920-1921
- Djebel Zaghouan 1943
- Toulon 1944
- Danube 1945
- AFN 1952-1962

### Décorations
Sa cravate est décorée de la croix de guerre 1914-1918 avec une étoile de vermeil, puis de la croix de guerre 1939-1945 avec deux palmes.
Il a le droit au port de la Fourragère aux couleurs de la Croix de guerre 1939-1945.

### Chant
Chant des Africains : "C'est nous les Africains, nous revenons de loin, nous venons de nos pays pour sauver la patrie...Battez tambours, à nos amours, pour le pays, pour la patrie, c'est nous les Africains!"
Chant
C'est nous les Africains qui revenons de loin,
nous venons de nos pays pour sauver la patrie, etc.
...Battez tambours, pour le pays, pour la patrie, c'est nous les Africains!

## Faits d'armes faisant particulièrement honneur au régiment
- Un détachement participe à la campagne de Madagascar de 1895 à 1896
- Un détachement participe à la campagne de Chine en 1900-1901
- Campagne du Maroc 1908-1912
- Grande Guerre 1914-1918
- Levant 1920-1921
- Tunisie 1942-1943
- France 1944-1945
- Allemagne 1945
- Algérie 1955-1962

## Personnalités ayant servi au sein du régiment

### Compagnons de la Libération
- Pierre Poletti (1894-1971) ;
- Louis Nicolas (1913-1975) ;
- René Amiot (1914-1985) ;
- Fortuné Delsaux (1915-1946).

### Autres personnalités
- François Engelbert Renson d'Allois d'Herculais (1818-1884), général français du Second Empire et de la Troisième République.
- Khaled el-Hassani ben el-Hachemi (1875-1936), émir algérien, petit-fils de l'émir Abdelkader ;
- Adolphe Pégoud (1889-1915), aviateur français ;
- Pierre Olphe-Galliard (1890-1954), aviateur et industriel français ;
- André Kientz (1896-1962), général français ;
- Marc Rouvillois (1903-1986), général français ;
- Jean-Louis du Temple de Rougemont (1910-1990), général français ;
- Bernard Destremau (1917-2002), tennisman et homme politique français ;
- Jean-Claude Servan-Schreiber (1918-2018), homme de presse et homme politique français ;
- Xavier du Crest de Villeneuve (1924-2018), officier français.

## Sources et bibliographie
- Historique du régiment (1er, 2e, 3e, 4e et 5e escadrons) en France et en Orient : 5e régiment de chasseurs d'Afrique : guerre de 1914 à 1918, Paris, Charles-Lavauzelle & Cie, 1920, 22 p., lire en ligne sur Gallica.
- Historique du 5e RCA en France et en Orient. Guerre 1914-1918, Paris Lavauzelle, 1921, 22 p.
- Historique du 5e RCA de 1887-1940, Alger, Carbonnel, s.d., 182 p.
- Journal de marche du 5e RCA dans le cadre de la 1re division blindée - 1944-1945, Mulhouse, Braun, 1946, 246 p.
- Historique du 5e RCA (1887-1963), Alger, Imp. Nord Africaine, s.d., 68 p.
- Historique des corps de troupe de l'armée française, Ministère de la Guerre, 1900
- Encyclopédie de l'Armée Française - Les Chasseurs d'Afrique, Histoire et Collections, 2001
- Général) Andolenko, Recueil d'historique de l'arme blindée et de la cavalerie, Paris, Eurimprim, 1968
- Historiques des corps de troupe de l'armée française (1569-1900)